# Neolloydia smithii
Neolloydia smithii là một loài thực vật có hoa trong họ Cactaceae. Loài này được (Muehlenpf.) Kladiwa & Fittkau mô tả khoa học đầu tiên năm 1971.